# Sclerophrys dodsoni
Espèce
Synonymes
- Bufo dodsoni Boulenger, 1895
- Duttaphrynus dodsoni (Boulenger, 1895)
- Amietophrynus dodsoni (Boulenger, 1895)
- Bufo brevipalmata Ahl, 1924

Statut de conservation UICN

 LC  : Préoccupation mineure
Sclerophrys dodsoni est une espèce d'amphibiens de la famille des Bufonidae.

## Répartition
Cette espèce se rencontre jusqu'à 1 800 m d'altitude :
- dans l'extrême Sud-Est de l'Égypte ;
- dans les régions côtières du Soudan ;
- dans les régions côtières de l'Érythrée ;
- à Djibouti ;
- dans l'est de l'Éthiopie ;
- dans la moitié Nord de la Somalie.

## Description
Le mâle holotype mesure 53 mm, la femelle la plus grande atteint 59 mm.

## Étymologie
Cette espèce est nommée en l'honneur en l'honneur d'Edward Dodson.

## Publication originale
- Boulenger, 1895 : An account of the reptiles and batrachians collected by Dr. A. Donaldson Smith in western Somali-land and the Galla Country. Proceedings of the Zoological Society of London, vol. 1895, p. 530-540 (texte intégral).